# Caso de los exploradores de cavernas
El caso de los exploradores de cavernas (inglés: The Case of the Speluncean Explorers) es un famoso caso hipotético escrito en el año 1949 por el estadounidense Lon Fuller para la Harvard Law Review. 

## Historia

### Caso
En este caso hipotético, un grupo de cinco exploradores quedan atrapados en el interior de una caverna. Estos habían llevado escasas provisiones, y la caverna carecía de sustancia animal o vegetal que les permitiera subsistir. Tras un mes de esfuerzos por parte de las fuerzas de rescate, finalmente se logró remover los escombros que habían sellado el acceso. Una vez que los espeleólogos fueron rescatados, se supo que uno de ellos había sido asesinado y comido por sus compañeros (Whetmore).
El artículo escrito representa el examen que hacen los cinco ministros integrantes de la Suprema Corte al conocer el caso. Lo interesante acuerdan en que cada uno de los ministros personifica a una de las distintas perspectivas acerca de lo que es el derecho, cuestión que repercute en la opinión sobre si los acusados son o no culpables y, en consecuencia, si deben o no ser ejecutados como culpables por el delito de homicidio.

### Punto de vista de los jueces[1]
| Ministro  | Escuela o principio que decide el caso                  | Voto             |
| --------- | ------------------------------------------------------- | ---------------- |
| Keen      | Iuspositivismo                                          | Culpables        |
| Truepenny | Iuspositivismo; Escepticismo ético / positivismo lógico | Culpables        |
| Tatting   | Doctrina del razonamiento con la moral                  | Renuncia su voto |
| Foster    | Derecho Natural                                         | Inocentes        |
| Handy     | Realismo jurídico                                       | Inocentes        |